# Миколаївський район
Миколаївський район — район Миколаївської області в Україні, утворений 17 липня 2020 року. Адміністративний центр — місто Миколаїв.
Внаслідок російського вторгнення в Україну 2022 року близько 3% області окупували збройні сили Російської Федерації. Зокрема під їх контролем опинилося місто Снігурівка та декілька навколишніх сіл. Збройні сили України визволили захоплені території 10 листопада 2022 року.

## Історія
Район створено відповідно до постанови Верховної Ради України № 807-IX від 17 липня 2020 року. До його складу увійшли: Миколаївська, Очаківська, Новоодеська міські, Березанська, Воскресенська, Первомайська, Ольшанська селищні, Коблівська, Галицинівська, Мішково-Погорілівська, Шевченківська, Веснянська, Нечаянська, Радсадівська, Степівська, Костянтинівська, Сухоєланецька, Куцурубська, Чорноморська сільські територіальні громади.
Раніше територія району входила до складу Миколаївського (1962—2020), Новоодеського, Березанського, Вітовського, Очаківського районів, які ліквідовані тією ж постановою.